# Stefan Gwildis
Stefan Gwildis (né le 22 octobre 1958 à Hambourg) est un chanteur allemand.

## Biographie
Stefan Gwildis est le fils d'une modiste et d'un marchand de pneus. Après avoir découvert le chant enfant, il suit une formation au Théâtre Thalia en 1979 et commence dans des figurations dans les scènes de combat de pièces de cape et d'épée.
En 1982, il fonde le duo musical Aprillfrisch avec Rolf Claussen. Il continue à développer ses compétences musicales dans des séminaires et est souvent sur la route en tant que musicien de rue. De plus, il gagne sa vie avec des petits boulots comme ouvrier d'entrepôt, chauffeur de camion, poseur de lits de bronzage et père Noël.
En 1984, Stefan Gwildis se produit dans le théâtre de rue avec le cabaret Herrchens Frauchen. En 1988, Aprillfrisch fusionne avec Andrea Bongers, Jo Jacobs et Ralf Schwarz pour former Aprillfrisch-MäGäDäm-Schwarz. Ensemble, ils produisent leur première comédie musicale Wuttke II – am Arsch der Welt au Schmidt Theater. Suivent en 1991 Vanessa V, en 1994 Ganz oben et en 1999 un spectacle compilation.
De 1992 à 1995, Gwildis est chanteur et guitariste dans le groupe Strombolis jusqu'à ce qu'il fonde son propre groupe en 1998 appelé Stefan Gwildis & the Drückerkolonne. Son premier album Komm's zu nix sort en 2000 puis le deuxième 'Wajakla en 2002.
En 2003, Stefan Gwildis lance un nouveau projet avec sa refonte en allemand des classiques de la soul. Avec l'album Neues Spiel, il fait de nombreuses apparitions à la télévision et en concert qui le font connaître. Il passe de concerts dans de petits clubs à de grandes salles de concert et music-halls.
En février 2005, le nouvel album Nur wegen Dir sort dans la continuité du succès de Neues Spiel. Le 12 mars 2005, Stefan Gwildis interprète la chanson Wunderschönes Grau pour la sélection de l'Allemagne au Concours Eurovision de la chanson 2005.
Son album Heut ist der Tag sort en janvier 2007 et atteint la deuxième place des ventes allemandes le 5 février 2007. Il joue au Live Earth à Hambourg.
Depuis 2011, Stefan Gwildis se produit avec Rolf Claussen et Joja Wendt dans le groupe de musique Söhne Hamburgs.
Dans ses projets musicaux, Stefan Gwildis travaille en étroite collaboration avec son ancien camarade de classe Michy Reincke, qui contribue aux paroles de ses albums, et avec Christian von Richthofen pour son spectacle Auto Auto!. Des musiciens tels que Marion Welch, Regy Clasen, Matthias Kloppe, Mirko Michalzik et Achim Rafain le soutiennent régulièrement en studio et sur scène. Il se produit avec la chorale inclusive en langue des signes HandsUp, par exemple au Die Helene Fischer Show en 2018. En 2018, Stefan Gwilidis tourne avec Julia Neigel et le Lumberjack Big Band.
Dans l'épisode de la série télévisée Tatort: Schwelbrand (première diffusion le 21 janvier 2007), Stefan Gwildis joue son rôle de musicien, un artiste dans un concert contre la violence de l'extrême droite.

## Vie privée
Gwildis a un fils. En 2021, la séparation d'avec sa seconde épouse est connue. Il est en couple avec l'artiste de Düsseldorf Ivana Hammerle-Szmyt depuis 2021.

## Discographie
Albums
- 1995 : Gretes Hits (Die Strombolis)
- 1999 : Komms zu nix
- 2002 : Wajakla
- 2003 : Neues Spiel
- 2005 : Nur wegen Dir
- 2007 : Heut ist der Tag
- 2007 : live 2007 „let’s did it“ (2 CDs & 1 DVD)
- 2008 : Wünscht du wärst hier
- 2012 : Frei Händig
- 2013 : Das mit dem Glücklichsein (avec le NDR Bigband)
- 2015 : Alles dreht sich
- 2018 : Best of (Live und Philharmonisch)
- 2021 : Stefan Gwildis liest und singt Borchert (Pack das Leben bei den Haaren!)
- 2022 : BUNT!